# Boeing X-51 Waverider
Boeing X-51A Waverider – eksperymentalny, bezzałogowy samolot z silnikiem strumieniowym typu scramjet, który ma osiągać prędkości rzędu 6 Ma i służy m.in. do badań nad transportem z prędkościami hipersonicznymi. Jest on bezpośrednim następcą X-43, opracowywanym we współpracy United States Air Force, DARPA, NASA, Boeing oraz Pratt & Whitney Rocketdyne.

## Historia
W latach 90. XX wieku laboratorium badawcze United States Air Force (Air Force Research Laboratory) rozpoczęło prace nad nowym silnikiem strumieniowym, który pierwotnie miał być wykorzystany w projekcie X-43. Program budowy nowej jednostki napędowej otrzymał nazwę Hypersonic Technology (HyTECH). Za budowę nowej jednostki napędowej odpowiedzialna była firma Pratt & Whitney. Opracowała ona silnik oznaczony jako SJX61. Miał być on napędzany węglowodorowym paliwem JP-7, ten sam rodzaj paliwa wykorzystywany był przez samoloty Lockheed SR-71 Blackbird. 27 września 2005 roku nowy pojazd, mający być wykorzystany do badań w locie projektowanego silnika, otrzymał oznaczenie X-51. W kolejnym roku, 2006, oficjalnie rozpoczęto program budowy z udziałem Air Force Research Laboratory, Defense Advanced Research Projects Agency, NASA oraz Boeinga odpowiedzialnego za budowę płatowca i Pratt & Whitney Rockedyne odpowiedzialnej za silnik. Projekt zakładał wyniesienie płatowca na wysokość 15 000 metrów pod skrzydłem Boeinga B-52 Stratofortress. Po uwolnieniu maszyna miała zostać rozpędzona do wstępnej prędkości rzędu Ma=4,5 przez silnik rakietowy na paliwo stałe używany w MGM-140 ATACMS. Po zużyciu paliwa i odrzuceniu bezużytecznego już pierwszego silnika do akcji włączany był silnik strumieniowy SJY61 z naddźwiękową komorą spalania i zasilany paliwem JP-7. Etylen zapewniał zapłon silnika. Jednostka SJY61 posiada system aktywnego chłodzenia, polega on na tym iż paliwo JP-7 przed wtryskiem do komory spalania krąży, cyrkuluje wokół silnika, przyjmując jego ciepło. Dopiero w ten sposób podgrzane wtryskiwane jest do komory spalania. X-51 dysponował zapasem 120 kg paliwa JP-7. Testy naziemne samolotu rozpoczęły się pod koniec 2006 roku. Badani obejmowały próby w tunelu aerodynamicznym w zakresie prędkości od Ma=4 do 6.

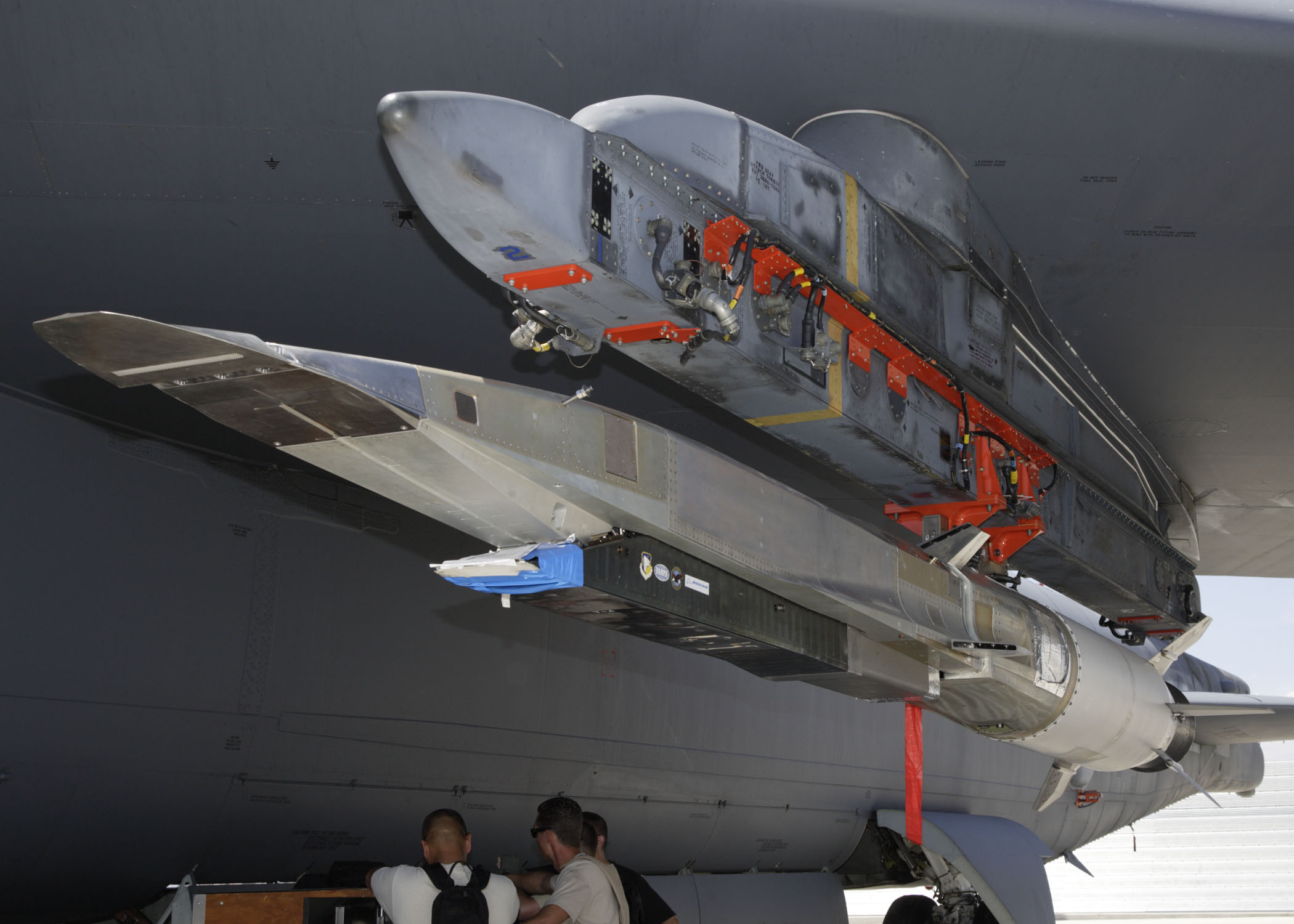
Boeing X-51 Waverider pod skrzydłem B-52

Pierwszy lot X-51 odbył się 26 maja 2010 roku nad poligonem morskim Naval Air Station Point Mugu w Kalifornii. Maszyna osiągnęła prędkość 5327 km/h (Ma=5) na wysokości 21 000 m. Lot hipersoniczny trwał niewiele ponad 200 sekund, o 100 sekund krócej niż zakładano przed lotem. Pomimo tego był to najdłuższy lot z użyciem silnika strumieniowego w historii. Sam silnik strumieniowy działał nieprzerwanie przez 140 sekund. Poprzedni, najdłuższy tego typu lot trwał 12 sekund, wykonał go X-43. Po wyczerpaniu się paliwa maszyna spadła do oceanu. Drugi lot odbył się 13 czerwca 2011 roku. Samolot został wyniesiony na wysokość 15 000 m, gdzie po zrzucie uruchomił się silnik rakietowy, rozpędzając aparat do Ma=5. Nastąpił zapłon silnika strumieniowego przy użyciu etylenu, ale z powodu awarii nie zaczął on pobierać paliwa JP-7 i przedwcześnie spadł do oceanu. Równie nieudana była trzeci próba 14 sierpnia 2012 roku. Po wyniesieniu na zadaną wysokość X-51 oddzielił się od nosiciela, silnik rakietowy zadziałał prawidłowo i po zużyciu paliwa odpadł, ale nie uruchomił się silnik strumieniowy. Po 16 sekundach lotu samolot w niekontrolowanym locie spadł do oceanu. Przyczyną awarii była uszkodzona prawa górna lotka samolotu. Dopiero czwarty i jak się okazało ostatni lot X-51 zakończył się pełnym sukcesem. 1 maja 2013 roku samolot został wyniesiony na zadany pułap, odłączył się od B-52 i silnik rakietowy rozpędził maszynę do prędkości 5100 km/h (Ma=4,8). Prawidłowo uruchomił się silnik strumieniowy, rozpędzając X-51 do prędkości 5400 km/h (Ma=5,1). Lot trwał 210 sekund i jest to do chwili obecnej najdłuższy lot hipersoniczny w historii. Czwarta próba zakończyła testy samolotu.
Doświadczenia i wyniki prób z aparatem X-51 wykorzystywane są między innymi w programie High Speed Strike Weapon (HSSW). Miałby to być niewielki i lekki pocisk przenoszony przez bombowce lub wielozadaniowe samoloty myśliwskie, zdolny do przenoszenia 113 kg głowicy bojowej i osiągania prędkości rzędu Ma=5. Prace nad pociskiem prowadzi Lockheed Martin. Równolegle z programem HSSW realizowane są dwa inne programy. High-Speed Air Breathing Weapon Concept (HAWC), który ma doprowadzić do opracowania technologii naprowadzania pocisku i jego napędu oraz Tactical Boost Glide (TBG), taktycznego lotu szybowego.